# غريغ هولدن
غريغ هولدن (بالإنجليزية: Greg Holden)‏ هو مغن مؤلف بريطاني، ولد في 28 فبراير 1983 في أبردين في المملكة المتحدة.

## وصلات خارجية
- غريغ هولدن على موقع ميوزك برينز (الإنجليزية)
- غريغ هولدن على موقع أول ميوزيك (الإنجليزية)
- غريغ هولدن على موقع ديسكوغز (الإنجليزية)